# Степанов Борис Андрійович
Степа́нов Бори́с Андрі́йович (рос. Степанов Борис Андреевич; 22 серпня 1930 — 28 грудня 2007) — радянський боксер, дворазовий фіналіст чемпіонату Європи (1953, 1955). Заслужений майстер спорту СРСР (1950).

## Біографія
Народився 22 серпня 1930 року в місті Москва.
Боксом почав займатись у 1942 році в тренера Віктора Пушкіна. Виступав за «Крила Рад» (Москва).
Шестиразовий чемпіон СРСР (1953–1957, 1960), двічі срібний (1951, 1958) та бронзовий (1950) призер чемпіонатів СРСР.
Двічі, у 1953 та 1955 роках виходив до фіналу чемпіонатів Європи.
Учасник літніх Олімпійських ігор 1956 року в Мельбурні (Австралія). У першому ж поєдинку поступився майбутньому бронзовому призерові ірландцю Фредеріку Ґілрою.
Помер 28 грудня 2007 року в Москві. Похований на Головинському цвинтарі.